# Rogowiec (województwo łódzkie)
Rogowiec – wieś sołecka w Polsce położona w województwie łódzkim, w powiecie bełchatowskim, w gminie Kleszczów. W 2021 roku liczba mieszkańców we wsi Rogowiec wynosiła 69.
W latach 1975–1998 miejscowość administracyjnie należała do województwa piotrkowskiego.
We wsi znajduje się kopalnia odkrywkowa węgla brunatnego oraz elektrownia „Bełchatów”.

Z Rogowca pochodzi też Janusz Jurga, muzyk zespołu – Vysoké Čelo.